# Operace al-Anfal
Operace al-Anfal bylo kódové označení pro genocidní vojenské tažení, během Irácko-íránské války v letech 1988 až 1989, vedené iráckým baasistickým prezidentem Saddámem Husajnem proti Kurdům a dalším nearabským menšinám (Asyřanům, iráckým Turkmenům, Jezídům, Mandejcům a Židům) v severním Iráku. Vojenským velitelem operace byl Husajnův bratranec Alí Hasan al-Madžíd. Spojené království, Norsko a Švédsko oficiálně považují operaci al-Anfal za genocidu. Jméno operace bylo vybráno podle stejnojmenné koránské Súry.

## Průběh
Terčem Operace al-Anfal byla území iráckého Kurdistánu ovládaná Vlasteneckou unií Kurdistánu a Kurdskou demokratickou stranou, které byly během války podporovány Teheránem. Kampaň měla charakter etnické čistky zahrnovala pozemní útoky stejně jako letecké bombardování, systematickou destrukci osad, masové deportace a popravy. Během operace byly použity také chemické zbraně. Při útoku na město Halabdža bylo bojovými plyny okamžitě usmrceno na 5000 lidí a dalších 10 000 jimi bylo zasaženo. Odhaduje se že během kampaně bylo iráckými jednotkami zmasakrováno 50 až 100 tisíc civilistů a zničeno více než 4000 vesnic.

## Soudní procesy
V roce 2007 byl velitel operace Alí Hasan al-Madžíd (přezdívaný „Chemický Alí“) iráckým soudem usvědčen z genocidy a odsouzen k trestu smrti oběšením. Saddám Husajn nebyl za zločiny spáchané během operace Anfal nikdy souzen.